# Karatchaïévo-Tcherkessie
La Karatchaïévo-Tcherkessie ou république de Karatchaïévo-Tcherkessie, également république des Karatchaï-Tcherkesses (en russe : Карача́ево-Черке́сская респу́блика, Karatchaïevo-Tcherkesskaïa respoublika) est une république russe du Caucase septentrional.

## Géographie

### Situation
Couvrant une superficie de 14 277 km2, la république de Karatchaïvo-Tcherkessie n'occupe que 0,084 % du territoire du pays, avec une taille équivalente à deux départements français. La république est un des 89 sujets de la fédération de Russie, et se situe en Ciscaucasie, à savoir dans la partie septentrional de la région du Caucase, ainsi que dans le district fédéral du Caucase du Nord. La république est bordée à l'ouest et au nord-ouest par le kraï de Krasnodar, au nord et au nord-est par le kraï de Stavropol, à l'est par la république de Kabardino-Balkarie, et au sud-est par la région géorgienne de Mingrélie-Haute-Svanétie. Enfin au sud-ouest, elle est frontalière de la république sécessionniste d'Abkhazie. La longueur totale des frontières de la Karatchaïevo-Tcherkessie est de 804 km.ù
| Région de Krasnodar |                          | Kraï de Stavropol        |
|                     | Karatchaïévo-Tcherkessie | Kabardino-Balkarie       |
| Abkhazie (en)       |                          | Mingrélie-Haute Svanétie |

## Histoire
Vers la fin du 1er millénaire après Jésus-Christ, la Karatchaïévo-Tcherkessie faisait partie de l'Alanie. En 1828, selon le Traité d'Andrinople (1829), le territoire actuel Tcherkesse est annexé à la Russie. Les habitants de l'actuelle république ont été déportés en Asie centrale en novembre 1943 (Déportation des peuples en URSS). Le 28 mars 1992, un référendum a eu lieu et la majorité de la population s'est prononcée contre la séparation avec la Russie.

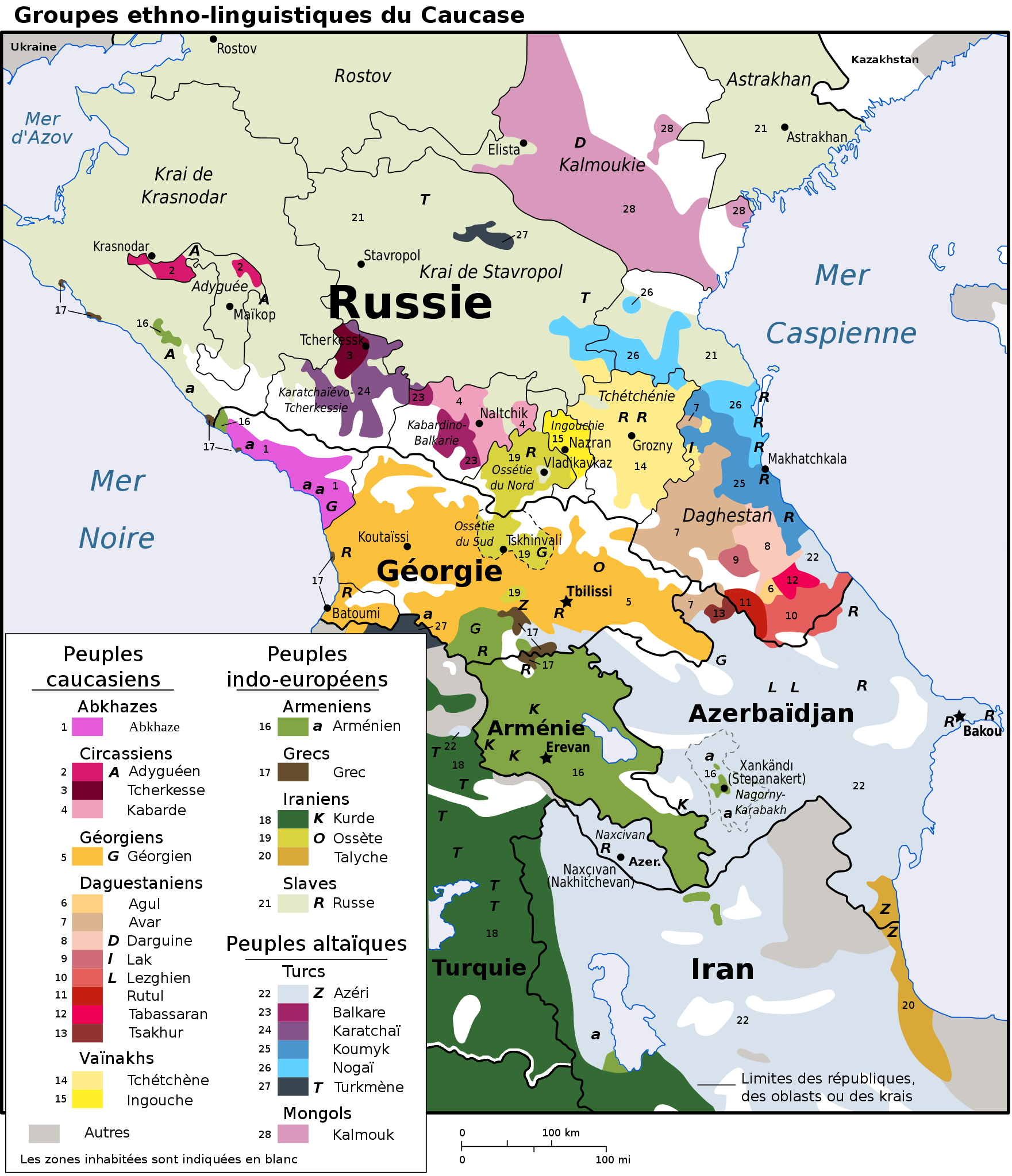
Ethnies et langues au Caucase.

## Subdivisions
La république est divisée en 10 Raïons et 2 villes majeures.
Raïons : 
- Abazinski
- Adyghé-Khablski
- Karatchaïevski
- Khabezski
- Malokaratchaïevski
- Noghaïski
- Ouroupski
- Oust-Djegoutinski
- Prikoubanski
- Zelentchouski

Villes principales :
- Karatchaïevsk
- Tcherkessk (capitale)

## Population et société

### Démographie
| 2002    | 2010    | 2016    | - | - |
| ------- | ------- | ------- | - | - |
| 439 470 | 427 017 | 467 797 | - | - |

#### Données supplémenatires
| Année | Population (x1000) | Naissance | Décès | Accroissement naturel | Taux de natalité (pour 1000) | Taux de mortalité (pour 1000) | Accroissement naturel (pour 1000) |
| ----- | ------------------ | --------- | ----- | --------------------- | ---------------------------- | ----------------------------- | --------------------------------- |
| 1970  | 346                | 6 021     | 2 153 | 3 868                 | 17,4                         | 6,2                           | 11,2                              |
| 1975  | 357                | 6 619     | 2 288 | 4 331                 | 18,5                         | 6,4                           | 12,1                              |
| 1980  | 373                | 7 044     | 2 794 | 4 250                 | 18,9                         | 7,5                           | 11,4                              |
| 1985  | 394                | 8 119     | 3 350 | 4 769                 | 20,6                         | 8,5                           | 12,1                              |
| 1990  | 422                | 7 218     | 3 496 | 3 722                 | 17,1                         | 8,3                           | 8,8                               |
| 1991  | 427                | 7 145     | 3 713 | 3 432                 | 16,7                         | 8,7                           | 8,0                               |
| 1992  | 431                | 6 846     | 3 915 | 2 931                 | 15,9                         | 9,1                           | 6,8                               |
| 1993  | 433                | 5 569     | 4 336 | 1 233                 | 12,9                         | 10,0                          | 2,8                               |
| 1994  | 434                | 5 786     | 4 598 | 1 188                 | 13,3                         | 10,6                          | 2,7                               |
| 1995  | 437                | 5 633     | 4 501 | 1 132                 | 12,9                         | 10,3                          | 2,6                               |
| 1996  | 439                | 5 281     | 4 683 | 598                   | 12,0                         | 10,7                          | 1,4                               |
| 1997  | 440                | 4 987     | 4 615 | 372                   | 11,3                         | 10,5                          | 0,8                               |
| 1998  | 441                | 4 990     | 4 537 | 453                   | 11,3                         | 10,3                          | 1,0                               |
| 1999  | 441                | 4 523     | 4 707 | - 184                 | 10,3                         | 10,7                          | -0,4                              |
| 2000  | 440                | 4 666     | 4 961 | - 295                 | 10,6                         | 11,3                          | -0,7                              |
| 2001  | 440                | 4 778     | 4 911 | - 133                 | 10,9                         | 11,2                          | -0,3                              |
| 2002  | 440                | 4 927     | 5 207 | - 280                 | 11,2                         | 11,8                          | -0,6                              |
| 2003  | 442                | 5 088     | 5 427 | - 339                 | 11,5                         | 12,3                          | -0,8                              |
| 2004  | 446                | 5 190     | 5 059 | 131                   | 11,6                         | 11,3                          | 0,3                               |
| 2005  | 450                | 5 194     | 5 131 | 63                    | 11,5                         | 11,4                          | 0,1                               |
| 2006  | 454                | 5 032     | 4 924 | 108                   | 11,1                         | 10,8                          | 0,2                               |
| 2007  | 459                | 6 066     | 4 626 | 1 440                 | 13,2                         | 10,1                          | 3,1                               |
| 2008  | 465                | 6 364     | 4 731 | 1 633                 | 13,7                         | 10,2                          | 3,5                               |
| 2009  | 470                | 6 200     | 4 711 | 1 489                 | 13,2                         | 10,0                          | 3,2                               |
| 2010  | 476                | 6 139     | 4 737 | 1 402                 | 12,9                         | 10,0                          | 2,9                               |
| 2011  |                    |           |       |                       |                              |                               |                                   |
| 2012  |                    |           |       |                       |                              |                               |                                   |
| 2013  |                    |           |       |                       |                              |                               |                                   |
| 2014  |                    |           |       |                       |                              |                               |                                   |
| 2015  |                    |           |       |                       |                              |                               |                                   |
| 2016  |                    |           |       |                       |                              |                               |                                   |
| 2017  |                    |           |       |                       |                              |                               |                                   |
| 2018  |                    |           |       |                       |                              |                               |                                   |
| 2019  |                    |           |       |                       |                              |                               |                                   |

### Composition ethnique[4]
| Groupe ethnique                       | Recensement de 1926 | Recensement de 1926 | Recensement de 1939 | Recensement de 1939 | Recensement de 1959 | Recensement de 1959 | Recensement de 1970 | Recensement de 1970 | Recensement de 1979 | Recensement de 1979 | Recensement de 1989 | Recensement de 1989 | Recensement de 2002 | Recensement de 2002 | Recensement de 2010 | Recensement de 2010 |
| Groupe ethnique                       | Nombre              | %                   | Nombre              | %                   | Nombre              | %                   | Nombre              | %                   | Nombre              | %                   | Nombre              | %                   | Nombre              | %                   | Nombre              | %                   |
| ------------------------------------- | ------------------- | ------------------- | ------------------- | ------------------- | ------------------- | ------------------- | ------------------- | ------------------- | ------------------- | ------------------- | ------------------- | ------------------- | ------------------- | ------------------- | ------------------- | ------------------- |
| Karatchaïs                            | 53 175              | 31,3 %              | 70 932              | 29,2 %              | 67 830              | 24,4 %              | 97 104              | 28,2 %              | 109 196             | 29,7 %              | 129 449             | 31,2 %              | 169 198             | 38,5 %              | 194 324             | 41,0 %              |
| Adyguéens                             | 16 1861             | 9,5 %               | 17 667              | 7,3 %               | 24 145              | 8,7 %               | 31 190              | 9,0 %               | 34 430              | 9,4 %               | 40 241              | 9,7 %               | 49 591              | 11,3 %              | 56 466              | 11,9 %              |
| Abazines                              | 13 731              | 8,1 %               | 14 138              | 5,8 %               | 18 159              | 6,5 %               | 22 896              | 6,6 %               | 24 245              | 6,6 %               | 27 475              | 6,6 %               | 32 346              | 7,4 %               | 36 919              | 7,8 %               |
| Russes                                | 40 072              | 23,6 %              | 118 785             | 48,8 %              | 141 843             | 51,0 %              | 162 442             | 47,1 %              | 165 451             | 45,1 %              | 175 931             | 42,4 %              | 147 878             | 33,6 %              | 150 025             | 31,6 %              |
| Nogaïs                                | 6 263               | 3,7 %               | 6 869               | 2,8 %               | 8 903               | 3,2 %               | 11 062              | 3,2 %               | 11 872              | 3,2 %               | 12 993              | 3,1 %               | 14 873              | 3,4 %               | 15 654              | 3,3 %               |
| Ukrainiens                            | 32 518              | 19,1 %              | 4 104               | 1,7 %               | 4 011               | 1,4 %               | 4 819               | 1,4 %               | 4 555               | 1,2 %               | 6 308               | 1,5 %               | 3 331               | 0,8 %               | 1 990               | 0,4 %               |
| Autres                                | 8 082               | 4,8 %               | 10 703              | 4,4 %               | 13 068              | 4,7 %               | 15 138              | 4,4 %               | 17 362              | 4,7 %               | 22 573              | 5,4 %               | 22 253              | 5,1 %               | 18 892              | 4,0 %               |
| 1 13 496 Kabardes et 2 690 Adyguéens. |                     |                     |                     |                     |                     |                     |                     |                     |                     |                     |                     |                     |                     |                     |                     |                     |

## Sciences
Le BTA-6 qui fut le plus grand télescope au monde de 1975 à 1993, ainsi que le radiotélescope RATAN-600, sont installés dans l'Observatoire spécial d'astrophysique en république de Karatchaïévo-Tcherkessie.